# Vizesgyán
Vizesgyán falu (románul Toboliu) Romániában, Bihar megyében.

## Fekvése
Bihar megyében, Körösszegtől keletre, a Sebes-Körös bal partján  fekvő település.

## Története
A Körösszegi várral szemben, a Sebes-Körös bal partjára épült Árpád kori Vizesgyán település valószínűleg egyidős a Körösszegi várral, mivel a falu a várszolgák lakhelye volt, amit a 13. századi oklevelek is megerősítenek.
A 14. századtól a váradi káptalan volt a település birtokosa.
Vizesgyán-hoz tartozott még Káptalan-puszta is.
Határában, a Körös partján feküdt egykor Gyarán község is, melyet a 13. században mint János úr birtokát említik.
1910-ben 1119 lakosából 69 magyar, 1049 román, 1 egyéb nemzetiségű volt.
2002-ben 961 lakos lakta, melyből 14 magyarnak, 947 román nemzetiségűnek vallotta magát.
Vizesgyán a trianoni békeszerződés előtt Bihar vármegye cséffai járásához tartozott.

## Nevezetességek
- Görög keleti temploma – 1865-ben épült.